# Schweighouse-sur-Moder
Schweighouse-sur-Moder (Duits:Schweighausen an der Moder) is een gemeente in het Franse departement Bas-Rhin (regio Grand Est). De gemeente maakt deel uit van het arrondissement Haguenau. Schweighouse-sur-Moder telde op 1 januari 2022 5.116 inwoners.

## Geografie
De oppervlakte van Schweighouse-sur-Moder bedroeg op 1 januari 2022 9,91 vierkante kilometer; de bevolkingsdichtheid was toen 516,2 inwoners per km². 

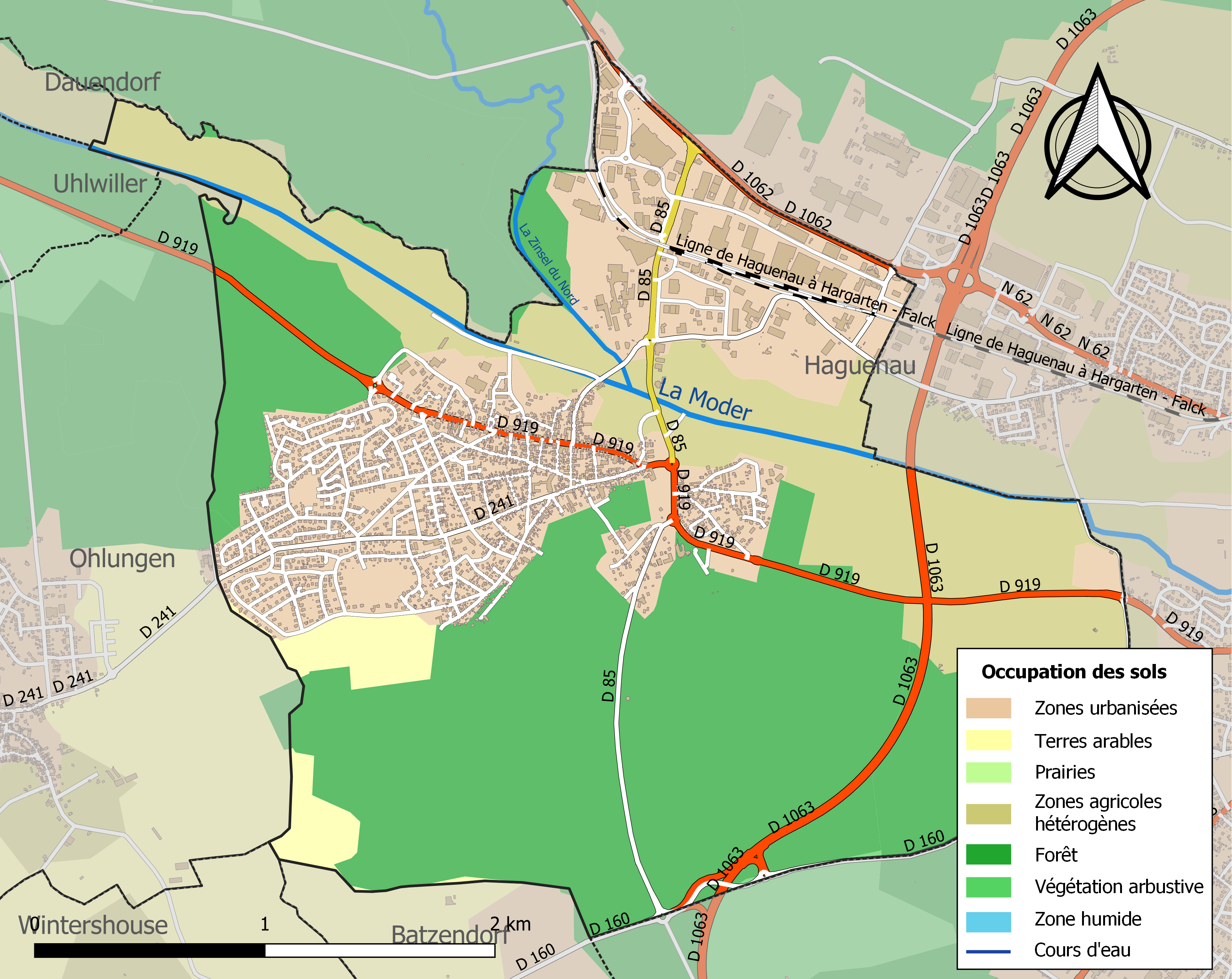
Kaart van de gemeente met de belangrijkste infrastructuur, bodemgebruik en omliggende gemeenten

## Demografie
Onderstaande figuur toont het verloop van het inwonertal (bron: INSEE-tellingen).

## Verkeer en vervoer
In de gemeente staat het spoorwegstation Schweighouse-sur-Moder.